# HAPPYENDでふられたい
「HAPPYENDでふられたい」（ハッピーエンドでふられたい）は、杏里20枚目のシングル。1987年3月21日発売。発売元はフォーライフ・レコード。

## 解説
『HAPPYENDでふられたい』は「JT SomeTime LIGHTS」のコマーシャルソングとして、『CATCH THE WIND』は「SomeTime WORLD CUP '87」のイメージソングとしてそれぞれ使用された。
シングル・カセットの収録曲はAB面ともtr01とtr02だが、B面にはDJ風の曲紹介が挿入されていた。

## 収録曲
作曲：ANRI
1. HAPPYENDでふられたい
  - 作詞：吉元由美 編曲：小倉泰治

JT SomeTime LIGHTS CMソング
2. CATCH THE WIND
  - 作詞：ANRI 編曲：入江純

SomeTime WORLD CUP '87イメージソング

## 関連作品
- SUMMER FAREWELLS
- MY FAVORITE SONGS
- 16th Summer Breeze
- Anri The Best